# Suite per a arpa (Britten)
Suite per a arpa, op. 83, és una obra de Benjamin Britten, de l'any 1969 i composta per a l'arpista gal·lès Osian Ellis.
Consta dels següents moviments:
- Overture
- Toccata
- Nocturne
- Fugue
- Hymn (St. Denio)